# Distretto di Poroto
Il distretto di Poroto è uno degli undici distretti della provincia di Trujillo, in Perù. Si trova nella regione di La Libertad e si estende su una superficie di 276,01  chilometri quadrati.